# Idioma casubio

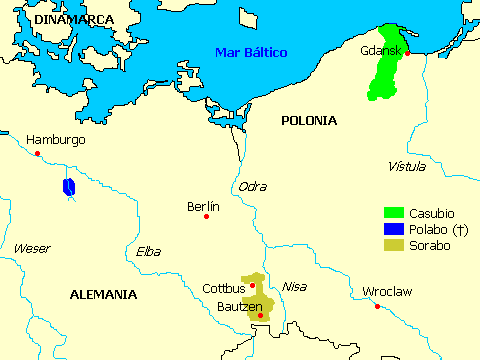
Distribución de las lenguas eslavas occidentales minoritarias

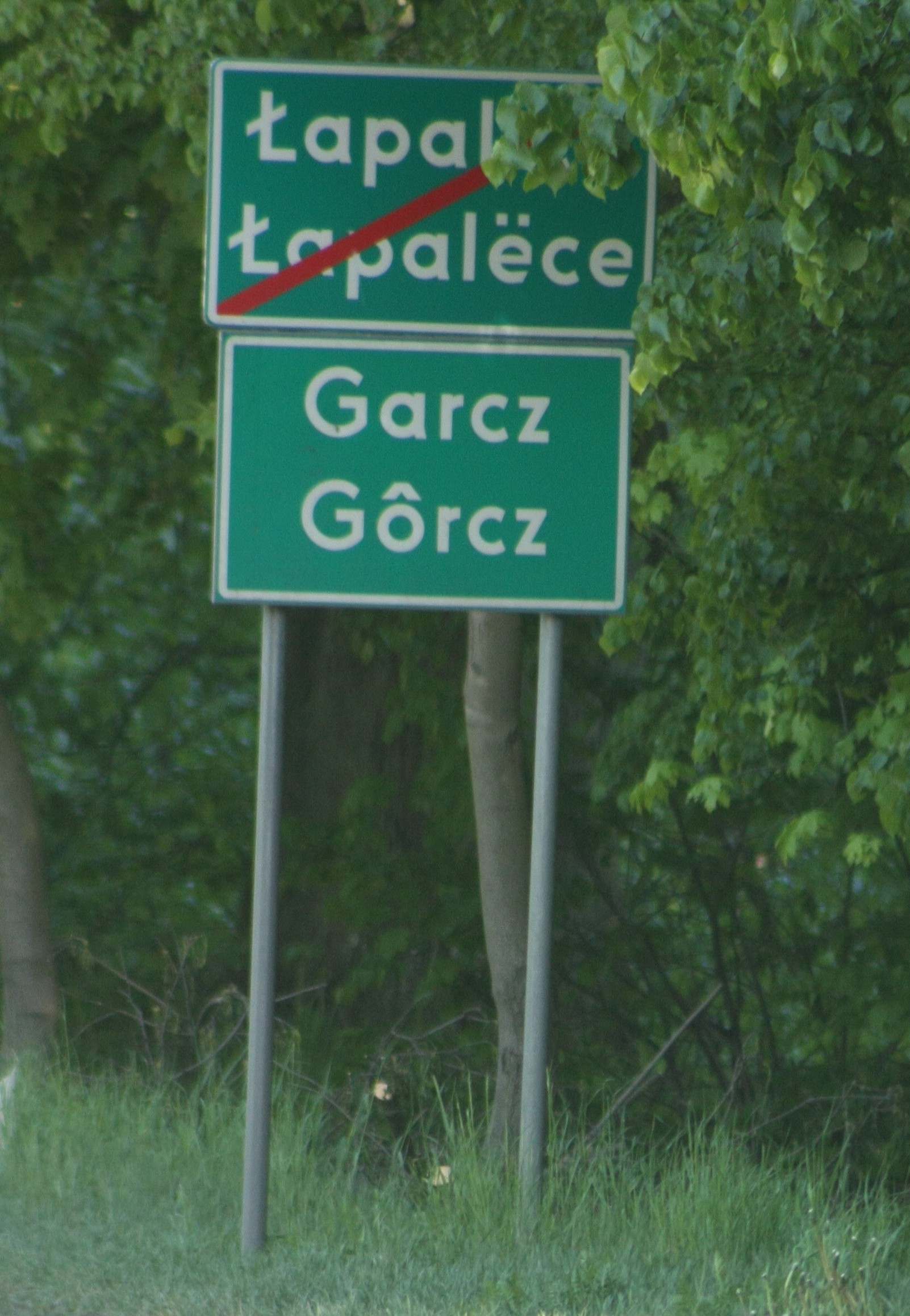
Señal de tránsito informativa en dos idiomas: polaco y casubio.

El casubio, kachubo o kashubo es una lengua de la familia eslava –más precisamente una de las lenguas eslavas occidentales del grupo lequítico– hablada al norte de la República de Polonia en la región histórica de Casubia, en la costa del mar Báltico. De acuerdo con Ethnologue, en 1993 era hablado por unas 3000 personas, de una población casubia de alrededor de 100 000. Hay muy pocos niños que lo hablan.

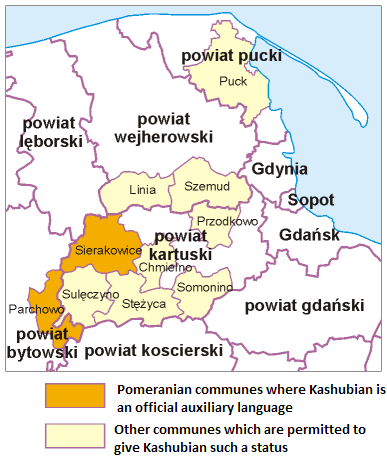
Situación legal del casubio en Polonia.

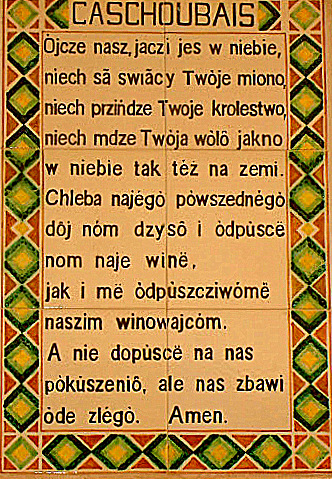
Jerusalén, Padre nuestro en casubio

Su cercanía lingüística con el polaco hace que muchos lo consideren un dialecto del polaco, aunque en realidad forma parte de un subgrupo diferente, que lo emparenta con el polabo y el eslovincio.
Sociolingüísticamente, se distribuye por el área rural, sobremanera en las capas menos escolarizadas de la población, por lo que se ha desarrollado un sentimiento de estigma propio de muchas lenguas minorizadas sin reconocimiento oficial.
Estructuralmente, tiene una gran cantidad de arcaísmos y préstamos germánicos cuando se compara con las lenguas eslavas vecinas. Literariamente, su sistema de géneros se basa en la poesía, en las disputas discursivas orales (lo cual es ciertamente habitual en la etnografía europea, como lo demuestra la regueifa en Galicia y ciertos géneros similares desde Canarias hasta el Tirol) y en la exaltación regionalista, temática de legitimación propia de las lenguas estigmatizadas.
Asociativamente, son más activos y se agrupan en la "Asociación Casubia-Pomerania". Desde hace unos años, el gobierno polaco ha implementado su presencia en la televisión estatal dentro del programa de implementación del Convenio Europeo para la Eliminación de todas las formas de Discriminación (CERD). Su código ISO según la norma ISO 639-2 es csb.
A partir de 2005, cinco municipios (gminas) en el voivodato de Pomerania han cooficializado el casubio junto al polaco como lengua auxiliar, convirtiéndose en comunas bilingües. 